# Kohlberg, Bayern
Kohlberg là một đô thị ở huyện Neustadt (Waldnaab) bang Bayern thuộc nước Đức.